# Bergaön
Bergaön é uma península no interior do lago Hjälmaren, na província histórica de Södermanland na Suécia. Pertence ao Município de Katrineholm. Está coberta por densa floresta de freixos e olmos, com grande abundância de flores como anémonas e hepáticas. A fauna é muito rica, sendo de destacar a presença de numerosos castores. 